# Immenstadt im Allgäu
Immenstadt im Allgäu è un comune tedesco di 14 371 abitanti, situato nel land della Baviera.
È stato un importante luogo di mercato lungo la via del sale, sede di più di una dozzina di taverne. Nel XIX secolo si è sviluppata una industria di lavorazione della canapa, molta della quale proveniente dalla pianura padana.